# Eurynome Corona
L'Eurynome Corona è una struttura geologica della superficie di Venere.